# Faselei!

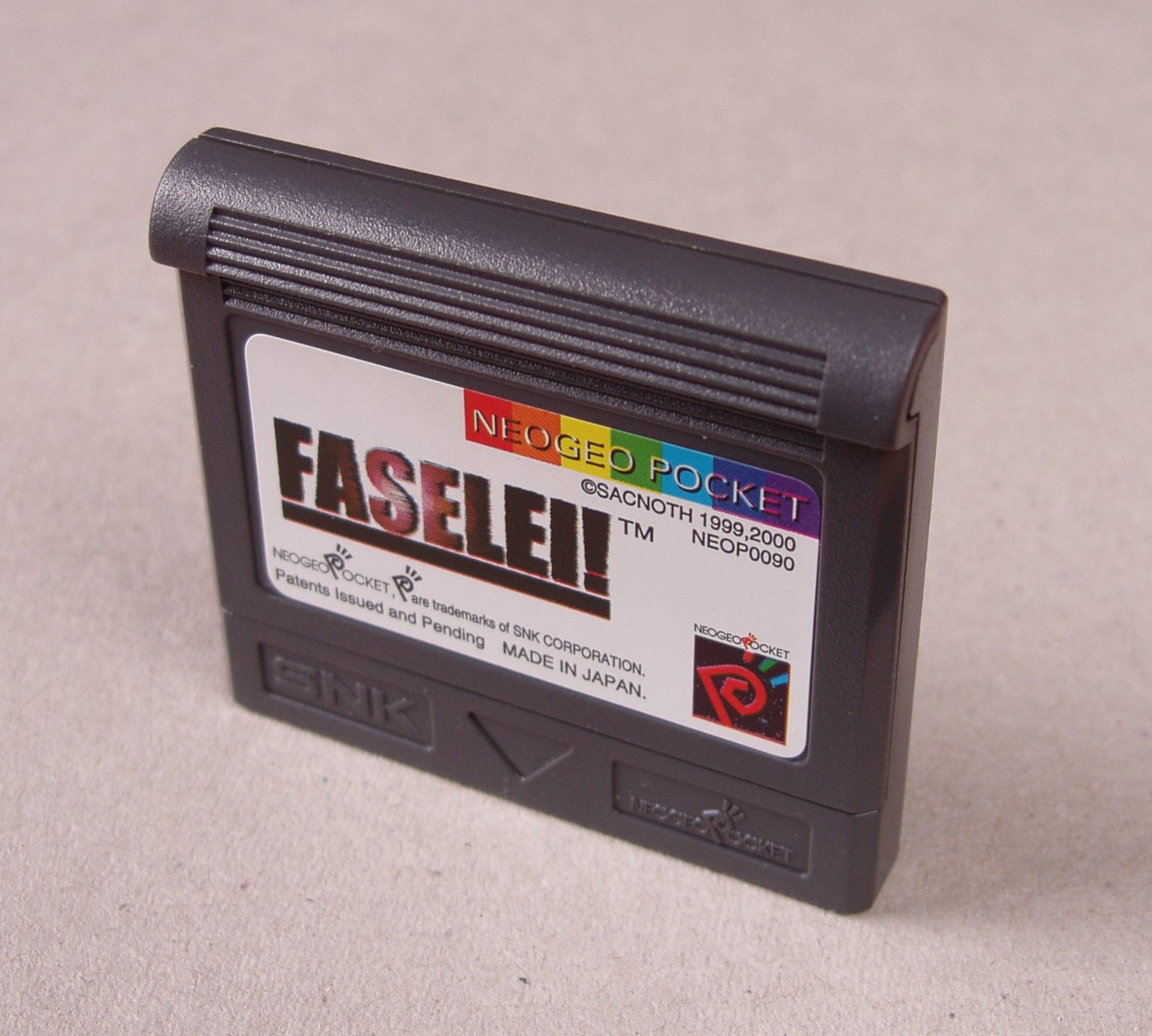
Steckmodul Faselei

Faselei! (Originaltitel: ファーゼライ!) ist ein rundenbasiertes Strategiespiel, das 1999 von Sacnoth für den Neo Geo Pocket Color veröffentlicht wurde.

## Handlung und Spielprinzip
Im Spiel selbst spielt man einen Soldaten in einer kleinen Kampfgruppe der Armee seines Landes, die nach dem erfolgreichen Attentat auf den König in einem Bürgerkrieg für eine positive Zukunftsentwicklung kämpft. Zu diesem Zweck steuert man ein mechanisiertes Exoskelett (auch als Mech bekannt), einen sogenannten Toy Soldier (kurz TS genannt). Die Spielszenarien werden in kleinen, aus der Vogelperspektive gezeigten Karten gezeigt, in denen man sich rundenweise bewegt, und die Konfrontationen mit seinen Gegnern austrägt. Die spielerische Besonderheit dabei ist die Art der Befehlsvorgabe, die nicht unmittelbar erfolgt, sondern über eine Reihe Programmierbefehle, die im Laufe einer Runde abgearbeitet werden, und demzufolge die anzunehmenden Aktionen der Gegner berücksichtigen müssen. Neben den Hauptmissionen, die linear abgewickelt werden und teilweise in mehrere Phasen unterteilt sind, hat man die Möglichkeit, in freien Missionen zusätzlich Geld und Ausrüstung zu erspielen.
Ähnlich wie in Front Mission gibt es umfangreiche Ausrüstungsoptionen der TS', sowohl bei der Wahl der Basismodelle selbst, als auch bei den verfügbaren Waffen, die jeweils ein unterschiedliches Schussfeld und variablen Munitionsvorrat haben. Teilweise wird der Spieler von zusätzlichen Einheiten seiner Kampfeinheit begleitet, die jedoch eigenständig agieren, und nicht steuerbar sind. Nutzbare Gegenstände wie Reparatursets und Munitionsmagazine, sowie die Möglichkeit, externe Unterstützung anzufordern, runden die strategischen Möglichkeiten ab.

## Technik
Das Spiel reizt die technischen Möglichkeiten des NGPC ziemlich aus. Die umfangreiche Introsequenz wurde als erstes NGPC-Spiel mit einem digitalisiertem Lied unterlegt, zudem hat man die Möglichkeit, gegen andere Spieler mit Hilfe des Link-Kabels oder des Wi-Fi-Adapters anzutreten.

## Veröffentlichungsgeschichte
Eine englische Version wurde 2000 in England nur wenige Wochen vor dem Bankrott von SNK America und dem damit verbundenen Rückruf aller NGPC Hard- und Software veröffentlicht, sodass nur geschätzte 3000–5000 englischsprachige Einheiten dieses Spiel in der originalen Form (mit Anleitung und Verpackung) verkauft werden konnten. Eine offizielle US-Veröffentlichung gab es nie. Nachdem der Markt für den Handheld auch in Asien nicht mehr existierte, wurde 2003 damit begonnen, alte Lagerbestände in Form von Spielmodulen in einer einfachen Plastehülle ohne Zubehör zu verkaufen, wodurch größere Mengen des einst stark gesuchten Titels für den englischsprachigen Markt verfügbar wurden.